# Audrey Deroin
Audrey Deroin (født 21. september 1989 i Châtenay-Malabry, Frankrig) er en kvindelig fransk håndboldspiller, der spiller i Mérignac Handball i Division 1 Féminine og tidligere Frankrigs kvindehåndboldlandshold, som højre fløj.
Hun har tidligere spillet for Cercle Dijon Bourgogne, tyske Thüringer HC, Toulon Saint-Cyr Var Handball og Issy Paris Hand.